# Расник
Расни́к (болг. Расник) — село в Перницькій області Болгарії. Входить до складу громади Перник.

## Населення
За даними перепису населення 2011 року у селі проживали 399 осіб, усі — болгари.
Розподіл населення за віком у 2011 році:
Динаміка населення: